# Maria Carlota de la Trémoille
Maria Carlota de la Trémoille (em francês:  Marie Charlotte; Thouars, 26 de janeiro de 1632 - Jena, 24 de agosto de 1682) foi uma nobre francesa, membro da Casa de La Trémoille e duquesa de Saxe-Jena por casamento.
Nascida em Thouars, era a quinta dos cinco filhos nascidos do casamento de Henrique III de La Trémoille, 3º duque de Thouars, 2º duque de La Tremoille, príncipe de Talmond e Taranto, e de Maria de La Tour de Auvérnia.

## Vida
Em Paris, a 10 de Junho de 1662, Marie Charlotte (na altura com trinta anos de idade) casou-se com o príncipe Bernardo (de vinte-e-três), quarto filho de Guilherme, Duque de Saxe-Weimar. O casamento foi arranjado pelo duque Guilherme para fortalecer as relações do ramo Ernestino da Casa de Wettin com o rei Luís XIV. No entanto, as negociações arrastaram-se durante quase oito meses, até ser escolhida uma noiva. A família de Marie Charlotte era uma das mais respeitadas em França, país no qual tinham o  título de princes étrangers.
Marie Charlotte mudou-se com o marido para Jena, a capital do ducado que foi destinado a Bernardo na herança deixada pelo seu falecido pai (embora ele só viesse a assumir oficialmente o governo das suas terras em 1672). Tiveram cinco filhos, mas só uma chegou à idade adulta:
1. Guilherme de Saxe-Jena (24 de Julho de 1664 -  21 de Junho de 1666), morreu aos dois anos de idade.
2. Filha nadomorta (7 de Abril de 1666).
3. Bernardo de Saxe-Jena (9 de Novembro de 1667 - 26 de Abril de 1668), morreu aos cinco meses de idade.
4. Carlota Maria de Saxe-Jena (20 de Dezembro de 1669 - 6 de Janeiro de 1703), casada com Guilherme Ernesto, Duque de Saxe-Weimar; divorciaram-se em 1690 sem descendência.
5. João Guilherme, Duque de Saxe-Jena (28 de Março de 1675 - 4 de Novembro de 1690), morreu aos quinze anos de idade; sem descendência.

A união foi completamente infeliz e, pouco depois de assumir o governo de Saxe-Jena, Bernardo mostrou vontade em divorciar-se de Marie Charlotte para se poder casar com a sua amante, Maria Isabel de Kospoth, uma das damas-da-corte, que, a 20 de Setembro de 1672, lhe tinha dado uma filha, Emilie Eleonore.
No entanto, os seus esforços para se separar legalmente da esposa não tiveram sucesso, uma vez que nenhum teólogo ou jurista conseguiu encontrar motivos legítimos para o divórcio. Apesar de tudo, Bernardo não deixou a sua amante e os dois acabaram por se casar numa cerimónia presidida por um padre jesuíta chamado Andreas Wigand. Assim, Bernardo tornou-se num dos poucos membros da realeza a cometer bigamia. O casamento foi considerado nulo e ilegal pouco tempo depois; resignado, Bernardo decidiu reconciliar-se com Marie Charlotte e, um ano depois, os dois tiveram mais um filho.
Marie Charlotte morreu em Jena aos cinquenta anos de idade, tendo sobrevivido ao marido e a três dos seus filhos. Foi sepultada na Stadtkirche, em Jena.

## Genealogia
| Marie Charlotte de la Trémoille | Pai: Henri de La Trémoille       | Avô paterno: Claude de La Trémoille                         | Bisavô paterno: Louis III de La Trémoille       |
| Marie Charlotte de la Trémoille | Pai: Henri de La Trémoille       | Avô paterno: Claude de La Trémoille                         | Bisavó paterna: Jeanne de Montmorency           |
| Marie Charlotte de la Trémoille | Pai: Henri de La Trémoille       | Avó paterna: Carlota Brabantina de Nassau                   | Bisavô paterno: Guilherme I, Príncipe de Orange |
| Marie Charlotte de la Trémoille | Pai: Henri de La Trémoille       | Avó paterna: Carlota Brabantina de Nassau                   | Bisavó paterna: Carlota de Bourbon              |
| Marie Charlotte de la Trémoille | Mãe: Marie de La Tour d'Auvergne | Avô materno: Henri de La Tour d'Auvergne, Duque de Bouillon | Bisavô materno: François de La Tour d'Auvergne  |
| Marie Charlotte de la Trémoille | Mãe: Marie de La Tour d'Auvergne | Avô materno: Henri de La Tour d'Auvergne, Duque de Bouillon | Bisavó materna: Eléonore de Montmorency         |
| Marie Charlotte de la Trémoille | Mãe: Marie de La Tour d'Auvergne | Avó materna: Isabel de Nassau                               | Bisavô materno: Guilherme I, Príncipe de Orange |
| Marie Charlotte de la Trémoille | Mãe: Marie de La Tour d'Auvergne | Avó materna: Isabel de Nassau                               | Bisavó materna: Carlota de Bourbon              |